# قائمة إحصائيات نادي الزمالك
نادي الزمالك للألعاب الرياضية (بالإنجليزية: Zamalek Sporting Club) أو كما يعرف اختصاراً باسم نادي الزمالك، هو نادٍ رياضي مصري محترف يلعب في الدوري المصري الممتاز. تأسس النادي في 5 يناير 1911 باسم نادي قصر النيل وكان أول من ترأسه المحامي البلجيكي جورج مرزباخ. فريق كرة القدم بنادي الزمالك هو الأكثر فوزًا بدوري أبطال أفريقيا في القرن العشرين والأكثر تتويجًا بالألقاب الإفريقية بشكلٍ عام في القرن ذاته، ويُعتبر من عمالقة القارة. أحرز فريق كرة القدم بالزمالك لقب أفضل نادٍ في العالم وفق الاتحاد الدولي لتاريخ وإحصاءات كرة القدم (بالإنجليزية: IFFHS) وذلك في فبراير 2003.
يُعدّ نادي الزمالك أول نادٍ مصري يُتوّج بلقب علي الإطلاق، حيث أنه أول فريق مصري يُتوّج بكأس السلطان حسين عام 1921، وأول فريق يُتوّج بكأس مصر عام 1922، وأول فريق يُتوّج بدوري منطقة القاهرة موسم 1922–23. فاز نادي الزمالك بدرع الدوري المصري الممتاز 14 مرة، كما فاز بلقب كأس مصر 29 مرة، و4 ألقاب في كأس السوبر المصري، و14 لقبًا في دوري منطقة القاهرة، ولقبان في كأس السلطان حسين، ولقب واحد في كأس دوري أكتوبر، وثلاثة ألقاب في كأس الملك فؤاد، ولقب واحد لكل من كأس الصداقة المصرية، كأس الإتحاد المصرية التنشيطية. أما على الصعيد الأفريقي، فقد حصد نادي الزمالك 15 بطولة قارية مما جعله من أنجح الأندية في أفريقيا، حيث حقق نادي الزمالك لقب دوري أبطال إفريقيا 5 مرات، وفاز بلقب كأس الكونفيدرالية الأفريقية مرتين، وفاز بلقب كأس الكؤوس الأفريقية مرة واحدة، وحقق لقب كأس السوبر الأفريقي 5 مرات وحصد الرقم القياسي بالفوز بلقب كأس الأفروآسيوية، حيث فاز به مرتين.
تتضمن هذه القائمة سجلات وإحصائيات متعلقة بنادي الزمالك، تحت الأسماء التاريخية للفريق: (1911–1913): نادي قصر النيل، (1913–1941): نادي المختلط، (1941–1952): نادي فاروق، (1952–الآن): نادي الزمالك. بالإضافة إلى الأرقام القياسية التي حققها النادي ومديروه ولاعبوه. يتضمن قسم سجلات اللاعبين تفاصيل عن أبرز هدافي النادي، وأكثرهم مشاركة في مباريات الفريق الأول.

## البطولات
| نوع البطولة | البطولة                          | عدد الألقاب | مواسم الفوز |
| ----------- | -------------------------------- | ----------- | --- |
| محلية       | الدوري المصري الممتاز            | 14 مرة      | 1959–60، 1963–64، 1964–65، 1977–78، 1983–84، 1987–88، 1991–92، 1992–93، 2000–01، 2002–03، 2003–04، 2014–15، 2020–21، 2021–22 |
| محلية       | كأس مصر                          | 29 مرة      | 1921–22، 1931–32، 1934–35، 1937–38، 1940–41، 1942–43، 1943–44، 1951–52، 1954–55، 1956–57، 1957–58، 1958–59، 1959–60، 1961–62، 1974–75، 1976–77، 1978–79، 1987–88، 1998–99، 2001–02، 2007–08، 2012–13، 2013–14، 2014–15، 2015–16، 2017–18، 2018–19، 2020–21، 2024–25 |
| محلية       | كأس السوبر المصري                | 4 مرات      | 2001، 2002، 2016، 2020 |
| محلية       | دوري منطقة القاهرة               | 14 مرة      | 1922–23، 1928–29، 1929–30، 1931–32، 1933–34، 1939–40، 1940–41، 1943–44، 1944–45، 1946–47، 1948–49، 1950–51، 1951–52، 1952–53 |
| محلية       | كأس السلطان حسين                 | مرتين       | 1921، 1922 |
| محلية       | كأس أكتوبر                       | مرة واحدة   | 1974 |
| محلية       | كأس الاتحاد المصري التنشيطية     | مرة واحدة   | 1995 |
| محلية       | كأس الصداقة المصرية              | مرة واحدة   | 1986 |
| قاري        | دوري أبطال إفريقيا               | 5 مرات      | 1984، 1986، 1993، 1996، 2002 |
| قاري        | كأس الكونفيدرالية الأفريقية      | مرتين       | 2018–19، 2023–24 |
| قاري        | كأس أفريقيا للأندية أبطال الكؤوس | مرة واحدة   | 2000 |
| قاري        | كأس السوبر الإفريقي              | 5 مرات      | 1994، 1997، 2003، 2020، 2024 |
| عالمي       | الكأس الأفروآسيوية للأندية       | مرتين       | 1987، 1997 |
| عربي        | كأس العرب للأندية الأبطال        | مرة واحدة   | 2003 |
| عربي        | كأس السوبر المصري السعودى        | مرتين       | 2003، 2018 |
| أخري        | كأس بولانكي للتحدي               | مرة واحدة   | 1913 |
| أخري        | كأس دورة الأردن الدولية          | مرتين       | 1986، 1987 |
| أخري        | كأس الاستقلال                    | مرتين       | 1987، 1988 |
| أخري        | كأس دورة الإسكندرية الصيفية      | 3 مرات      | 1982، 1984، 2004 |
| أخري        | كأس الملك فؤاد                   | 3 مرات      | 1925، 1934، 1941 |
| أخري        | دوري منطقة الجيزة                | مرة واحدة   | 1964 |
| أخري        | كأس السداد                       | مرة واحدة   | 1986 |
| أخري        | كأس دورة المحبة                  | مرة واحدة   | 1999 |
| أخري        | بطولة التليفزيون المصرى          | 4 مرات      | 1971، 1982، 1984، 1996 |
| أخري        | دورة الصداقة الدولية             | مرتين       | 1970، 1988 |
| أخري        | بطولة دبي للتحدي                 | مرة واحدة   | 2024 |

1. ↑  الزمالك بطل كأس مصر 1942- 43 مناصفة مع الأهلي.
2. ↑  الزمالك بطل كأس مصر 1957-58 مناصفة مع الأهلي.

## أرقام اللاعبين

### المشاركات

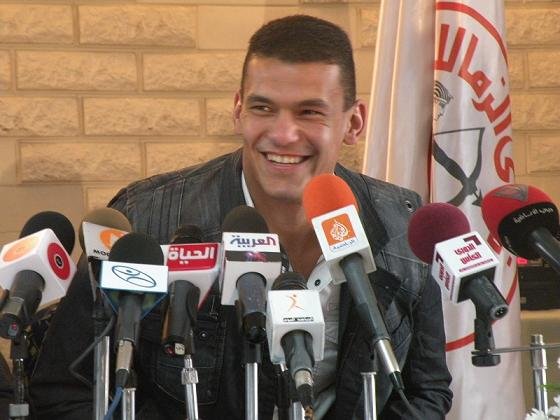
عبد الواحد السيد، لاعب الزمالك السابق.

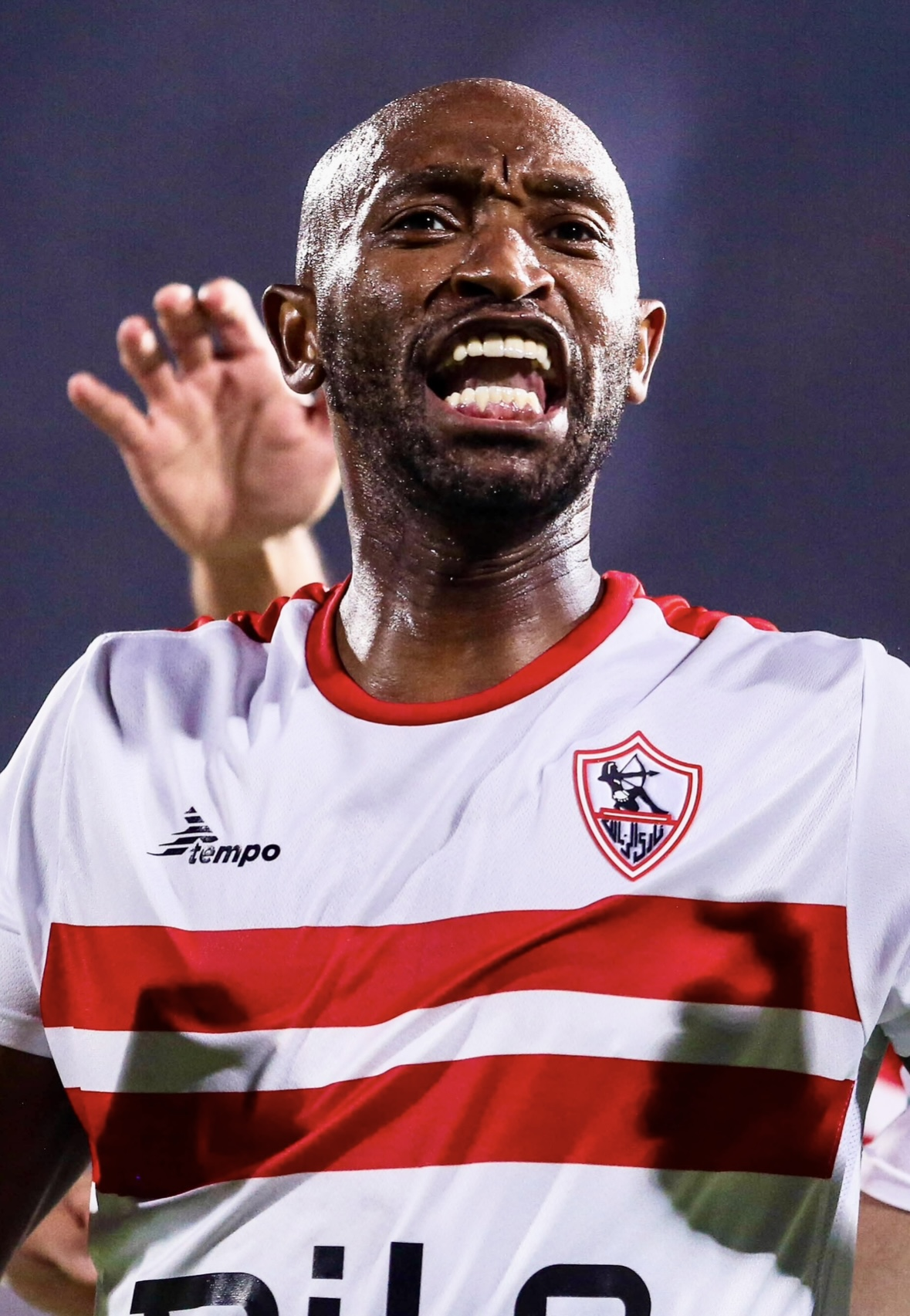
شيكابالا، لاعب الزمالك السابق.

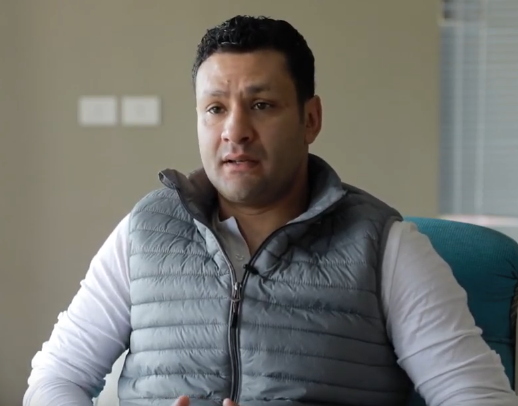
محمد أبو العلا، لاعب الزمالك السابق.

- الأكثر مشاركة في جميع البطولات هو عبد الواحد السيد برصيد 423 مباراة.[11]
- الأكثر مشاركة في الدوري المصري هو عبد الواحد السيد برصيد 246 مباراة.[11]
- الأكثر مشاركة في كأس مصر هو عبد الواحد السيد برصيد 40 مباراة.[11]
- الأكثر مشاركة في بطولات أفريقيا هو عبد الواحد السيد برصيد 88 مباراة.[11]
- أصغر اللاعبين مشاركة مع الفريق الأول في أفريقيا هو شيكابالا (16 سنة و208 أيام)، ضد الوداد.
- أكثر الحراس مشاركةً مع الفريق الأول هو عبد الواحد السيد برصيد 423 مباراة.[11][12][13]

| الترتيب | اللاعب           | الفترة                                  | الدوري المصري | كأس مصر | كأس السوبر | إفريقيا | عربيا | المباريات |
| ------- | ---------------- | --------------------------------------- | ------------- | ------- | ---------- | ------- | ----- | --------- |
| 1       | عبد الواحد السيد | 1997–2014                               | 246           | 40      | 4          | 88      | 27    | 423       |
| 2       | شيكابالا         | 2002–2005 2006–2014 2017-2016 2019–2025 | 270           | 48      | 5          | 69      | 10    | 394       |
| 3       | طارق السيد       | 1995–2008                               | 207           | 23      | 2          | 56      | 35    | 323       |
| 4       | عبد الحليم علي   | 1999–2009                               | 210           | 27      | 3          | 58      | 32    | 330       |
| 5       | محمد أبو العلا   | 1999–2009                               | 144           | 27      | 3          | 51      | 23    | 248       |
| 6       | بشير التابعي     | 1997–2004 2007–2008                     | 146           | 21      | 2          | 42      | 22    | 233       |
| 7       | وائل القباني     | 1999-2004 2005–2007                     | 126           | 31      | 3          | 38      | 33    | 231       |
| 8       | جمال حمزة        | 2000–2009                               | 145           | 17      | 1          | 33      | 33    | 229       |
| 9       | حازم محمد إمام   | 2008-2016 2017–2022                     | 151           | 18      | 0          | 54      | 4     | 227       |
| 10      | محمود فتح الله   | 2007–2014                               | 145           | 12      | 0          | 47      | 0     | 204       |

 الأرقام الواردة بالجدول لغاية تاريخ 3 يوليو 2025.

### الهدافون

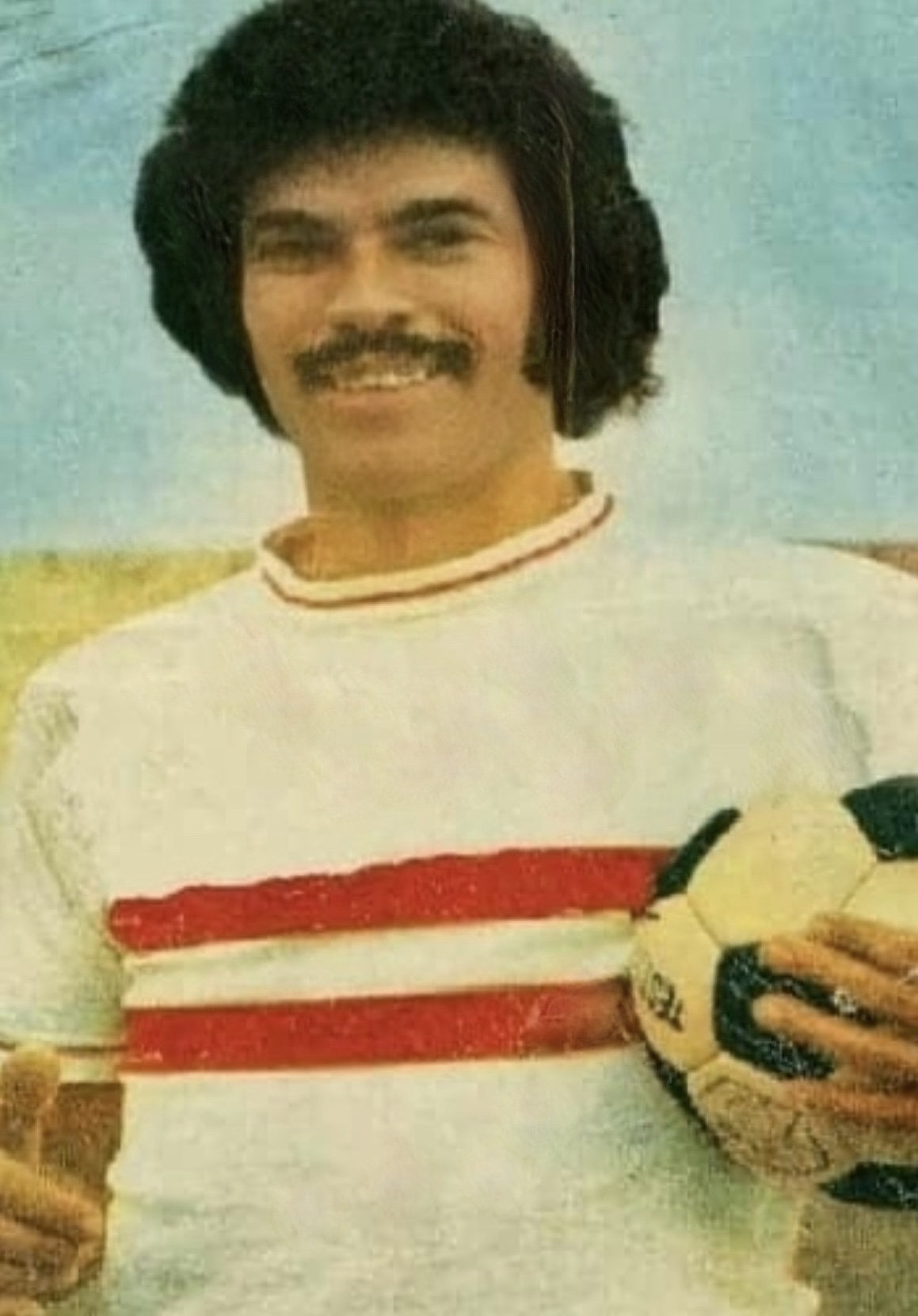
حسن شحاتة لاعب الزمالك السابق.

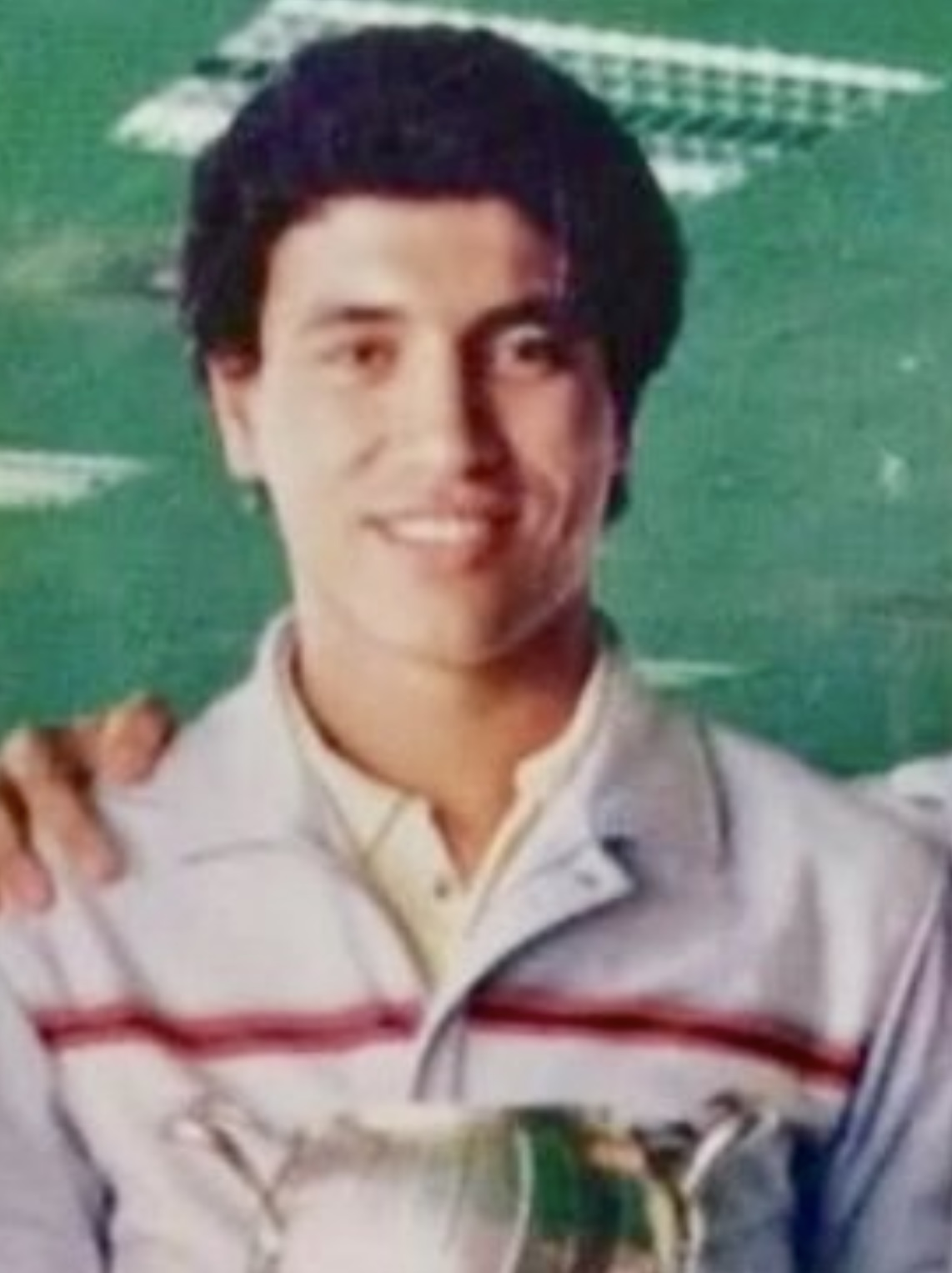
جمال عبد الحميد لاعب الزمالك السابق.

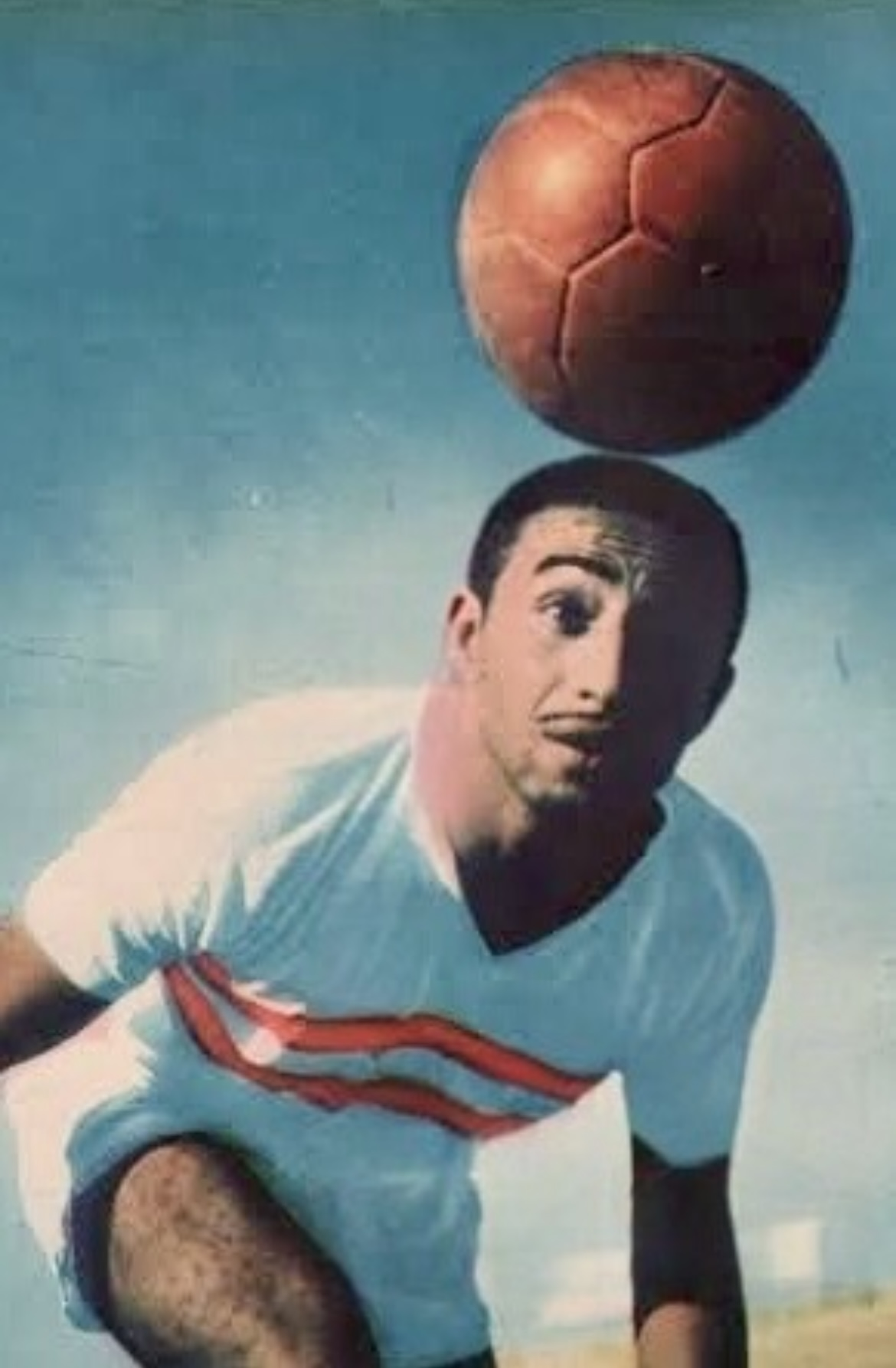
حمادة إمام لاعب الزمالك السابق.

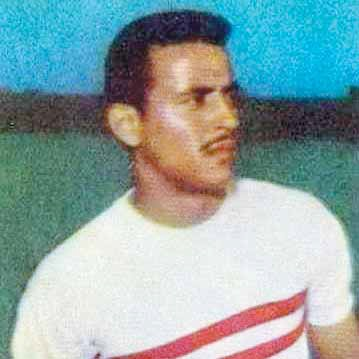
علي محسن المريسي لاعب الزمالك السابق.

علي خليل لاعب الزمالك السابق.

- الأكثر تسجيلا في جميع المسابقات هو عبد الحليم علي بـ 134 هدفا.[15][16]
- الأكثر تسجيلا في الدوري المصري هو عبد الحليم علي بـ 80 هدفا.[16][17]
- الأكثر تسجيلا في كأس مصر هو علاء الحامولي بـ 23 هدفا.[17]
- الأكثر تسجيلا في بطولات أفريقيا هو عبد الحليم علي بـ 23 هدفا.[16][17]
- الأكثر تسجيلا في بطولات العرب هو عبد الحليم علي بـ 13 هدفا.[16][17]
- الأكثر مشاركة بدون تسجيل أي هدف هو تامر عبد الوهاب أبو جبل بـ 49 مباراة.[17]
- محمد أمين صاحب أول هدف في تاريخ الدوري المصري في مرمي النادي المصري موسم 1948- 1949.[18]
- سعد رستم صاحب أول هاتريك في تاريخ الدوري المصري في مرمي النادي المصري موسم 1948- 1949.[18]

| الترتيب | اللاعب          | الفترة                                  | الدوري المصري | كأس مصر | كأس أكتوبر | كأس الاتحاد | إفريقيًا | كأس الأفروآسيوية | كأس العرب | الأهداف   |
| ------- | --------------- | --------------------------------------- | ------------- | ------- | ---------- | ----------- | ------- | ---------------- | --------- | --------- |
| 1       | عبدالحليم علي   | 1999–2009                               | 80 (210)      | 18 (27) | 0 (3)      | 0           | 23 (58) | 0                | 23 (13)   | 134 (330) |
| 2       | حسن شحاتة       | 1967–1969 1973–1983                     | 77            | 10      | 9          | 0           | 6       | 0                | 0         | 102       |
| 3       | جمال عبد الحميد | 1984–1994                               | 73            | 7       | 0          | 0           | 16      | 1                | 0         | 97        |
| 4       | علي خليل        | 1970–1980                               | 78            | 12      | 1          | 0           | 3       | 0                | 0         | 94        |
| 5       | علاء الحامولي   | 1949–1962                               | 68            | 23      | 0          | 0           | 0       | 0                | 0         | 91        |
| 6       | حمادة إمام      | 1957–1974                               | 74            | 10      | 0          | 0           | 0       | 0                | 0         | 84        |
| 7       | جمال حمزة       | 2000–2009                               | 46 (145)      | 10 (17) | 0          | 0           | 10 (33) | 0                | 8 (33)    | 74 (229)  |
| 8       | طارق يحيى       | 1981–1992                               | 51            | 6       | 0          | 4           | 10      | 0                | 0         | 71        |
| 9       | شيكابالا        | 2002–2005 2006–2014 2017-2016 2019–2025 | 50 (276)      | 10 (48) | 0          | 0           | 10 (69) | 0                | 0         | 70 (393)  |

 الأرقام الواردة بالجدول حتي تاريخ 3 يوليو 2025.

### المشاركات الدولية

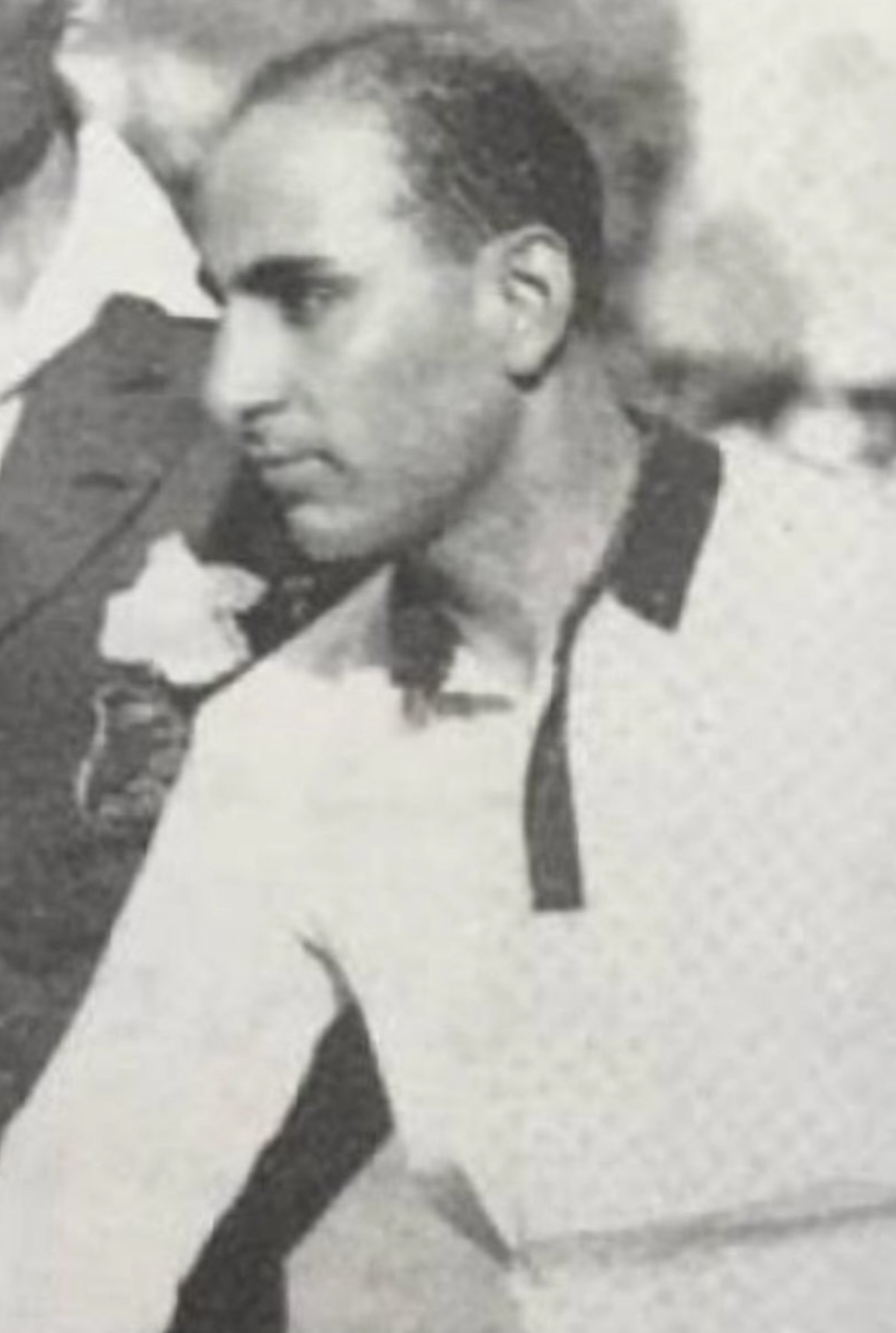
محمد لطيف، لاعب الزمالك السابق، كان ضمن أول فريق مصري شارك في كأس العالم.

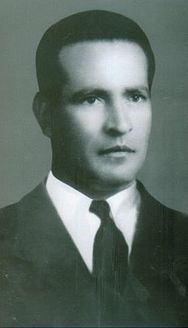
عبد الرحمن فوزي، لاعب الزمالك السابق، كان ضمن أول فريق مصري شارك في كأس العالم.

- أكثر من مثل المنتخب المصري هو حسام حسن في 176 مباراة.[22][و 1]
- أكبر عدد أهداف دولية: حسام حسن 69 هدفًا.[23][و 1]
- أول لاعبين من نادي الزمالك ظهروا في كأس العالم هم علي الكف ومحمد لطيف وعبد الرحمن فوزي ومصطفى طه وحسن الفار في بطولة كأس العالم 1934.[24]
- أكثر اللاعبين الزمالكوية مشاركة في كأس العالم هم جمال عبد الحميد وهشام يكن وإسماعيل يوسف بـ 3 مباريات في بطولة 1990 وطارق حامد في بطولة 2018.[25]

1. 1 2  تشمل جميع مشاركات أثناء توجودها بمختلف الأندية الذي شارك لها.

## أرقام الفريق

### أوائل المباريات
- صاحب أول مباراة في الدوري المصري: الزمالك 5-1 المصري في 22 أكتوبر 1948.[26]
- أول مباراة في كأس مصر: الزمالك 5-1 الترسانة في 3 مارس 1921.[13]
- صاحب أول مباراة في كأس السوبر المصري: الزمالك 2-1 غزل المحلة في 14 سبتمبر 2001.[13]
- أول مباراة في أفريقيا: الزمالك 3-0 أهلي طرابلس بمسابقة كأس أفريقيا أبطال الكؤوس 1976.[27]

### أوائل البطولات
- أول لقب الدوري المصري الممتاز فاز بها الفريق كانت في موسم 1959-60.[13]
- أول بطولة كأس مصر فاز بها الفريق كانت في موسم 1921–22.[13]
- أول بطولة كأس السوبر المصري فاز بها الفريق كانت في عام 2001.[13]
- أول بطولة دوري أبطال أفريقيا فاز بها الفريق كانت في عام 1984.[13]
- أول بطولة كأس الكونفيدرالية الأفريقية فاز بها الفريق كانت في موسم 2018-19.[13]
- أول بطولة كأس السوبر الأفريقي فاز بها الفريق كانت في عام 1993.[13]
- أول بطولة كأس الكؤوس الأفريقية فاز بها الفريق كانت في عام 2000.[13]
- أول بطولة الكأس الأفروآسيوية فاز بها الفريق كانت في عام 1978.[13]
- أول بطولة كأس العرب للأندية الأبطال فاز بها الفريق كانت في عام 2003.[13]

### إحصائياتالدوري المصري
- عدد المشاركات في الدوري الممتاز: 60 (كل المواسم).
- أفضل مركز في الدوري الممتاز: الأول (14 مرة).[13]
- أسوأ مركز في الدوري الممتاز: السادس (مرتان).[13]
- أكبر نتيجة فوز 9-0 على نسيج حلوان في 1989.[13][28]
- أكبر خسارة من الأهلي 1-6 .[13]
- أكبر عدد من النقاط: 87 نقطه (2014-15) في 38 مباراة.[13]
- أقل عدد من النقاط: 20 نقطه (1949-50) في 18 مباراة.[13]
- أكثر موسم فاز فيه الزمالك بالمباريات بـ 26 مباراة موسم (2014-15).[13]
- أقل موسم فاز فيه الزمالك بالمباريات بـ 8 مباريات موسم (1949-50).[13]
- أكثر موسم خسر الزمالك بالمباريات 10 مباراة موسم (2008-09).[13]
- أقل موسم خسر الزمالك بالمباريات ولا مباراة موسم (2003-04) وموسم (1980-81).[13]
- أكثر موسم تعادل الزمالك بالمباريات 12 مباراة موسم (1980-81).[13]
- أقل موسم تعادل الزمالك بالمباريات 2 مباريات موسم (1960-61).[13]
- أكثر أهداف أحرزت في موسم واحد: 69 هدفاً في موسم (2014-15).[13]
- أقل أهداف أحرزت في موسم واحد: 25 هدفاً في موسم (1971-72).[13]
- أكثر أهداف سجلت في شباك الزمالك في موسم واحد: 32 هدفاً في موسم (2010-11).[13]
- أقل أهداف سجلت في شباك الزمالك في موسم واحد: 5 هدفاً في موسم (1982-83).[13]
- أكبر عدد مرات فوز متتالي: 10 انتصارات في موسم 2012-13.[29]
- أكبر عدد من الأهداف سجلها عبد الحليم علي 20 هدف في موسم (2003-04).[13]
- أكبر عدد مرات فوز متتالي: 10 انتصارات في موسم 2012-13.[29]
- الزمالك الرقم القياسي لأطول فترة تهديفية حين سجل في 45 مباراة متتالية.[30]
- أكثر لاعب سجل سوبر هاتريك في تاريخ الدوري المصري هو علي خليل (مرتين).[13]
- أكثر لاعب سجل هاتريك في تاريخ الدوري المصري هو علاء الحامولي (5 مرات).[13]

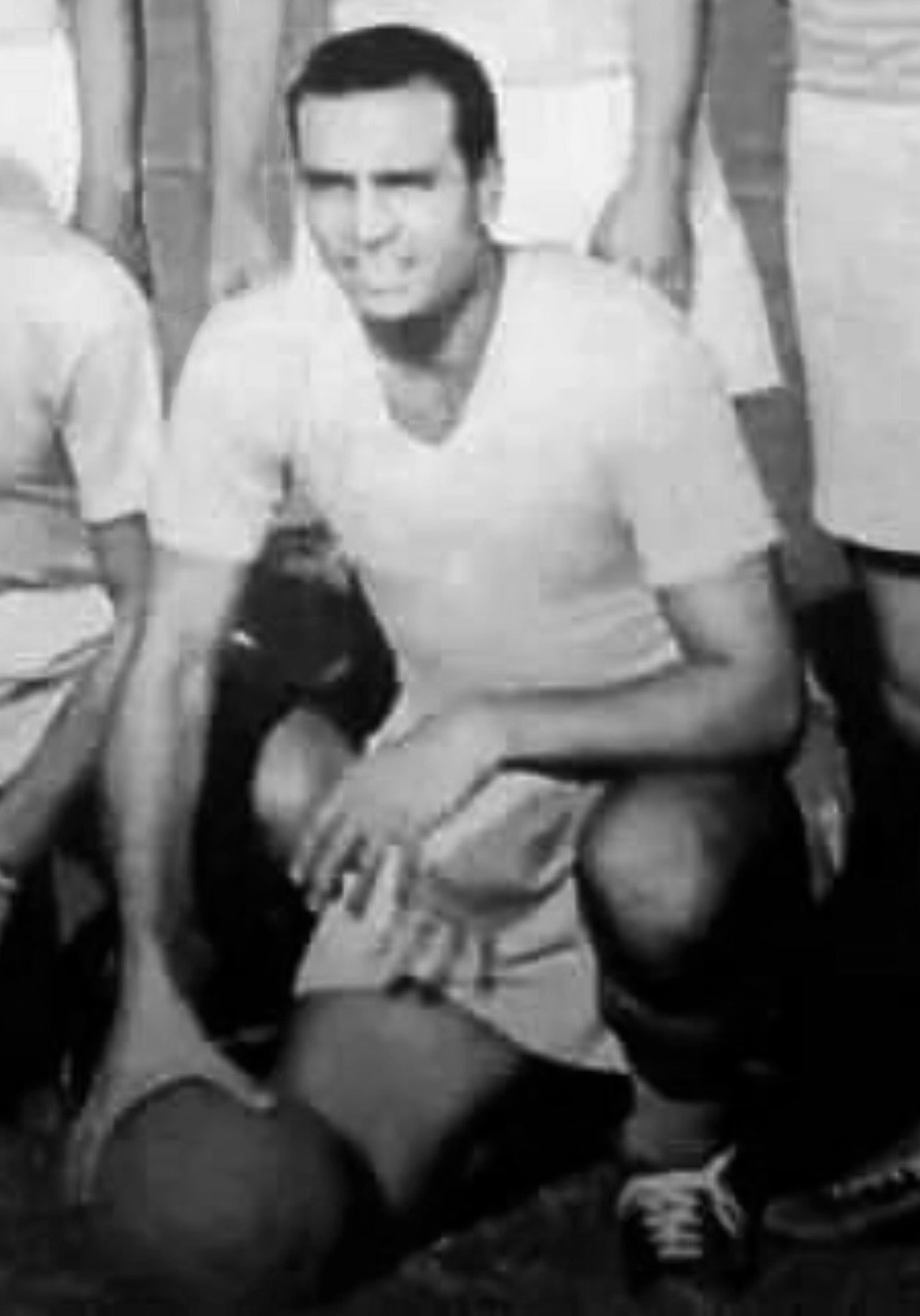
علاء الحامولي لاعب الزمالك السابق، هو أكثر لاعب سجل هاتريك في الدوري المصري الممتاز.

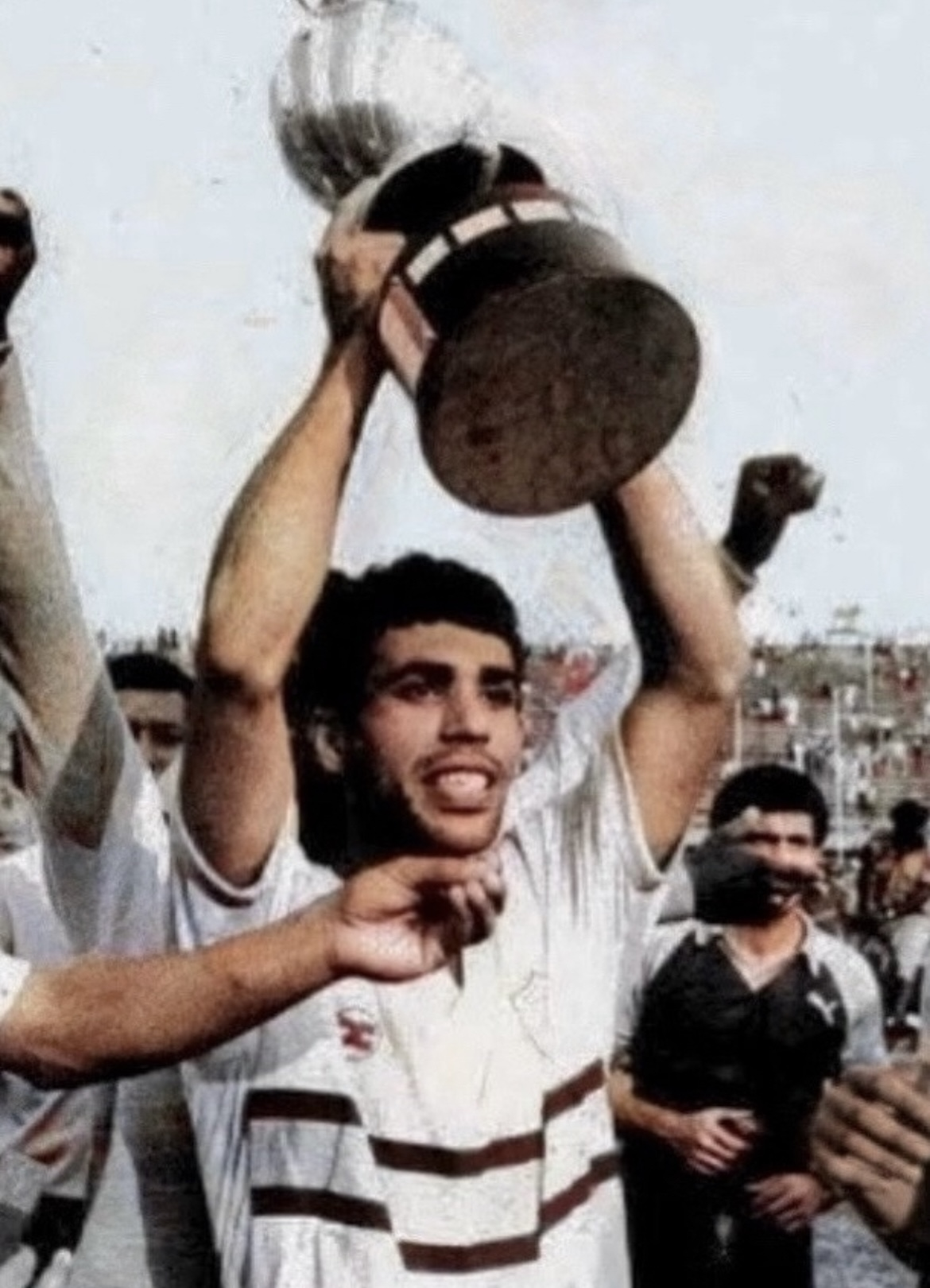
أيمن يونس لاعب الزمالك السابق، صاحب أسرع هدف في الدوري المصري.

- أول هدف في الدوري الممتاز: محمد أمين أمام المصري.[31]
- أول هاتريك في الدوري الممتاز: سعد رستم أمام المصري.[31]
- أسرع هدف كان للاعب أيمن يونس وأحرزه عام 1990 في مرمى فريق السويس بعد مرور 13 ثانية.[32]
- أكثر اللاعبين تسجيلاً للأهداف في بطولات الدوري عبد الحليم علي برصيد 80 هدف.[15]
- فاز لاعبو الزمالك بلقب هدافو الدوري (10) مرات.[30]

### إحصائياتكأس مصر
- أفضل مركز: البطل (29 مرة).
- أكبر نتيجة فوز: 11-1 على فريق نادي اتحاد السويس في 1943.[33]
- أكبر نتيجة خسارة: 0-5 من النادي الأهلي موسم 1936-1937.[19]
- أسرع هدف كان للاعب حسين ياسر المحمدي وأحرزه عام 2010 في مرمى فريق الأهلي بعد مرور 46 ثانية.[34]

### إحصائياتدوري منطقة القاهرة
- أفضل مركز: البطل (14 مرة).[35]

### إحصائياتكأس السلطان حسين
- أفضل مركز: البطل (مرتان).[36]

### إحصائياتدوري أبطال أفريقيا
- عدد المشاركات: 23 مرة.[37]
- أفضل مركز: البطل (5 مرات).[37]
- أكبر نتيجة فوز على أرضه: 7-0 على نادي جازيللي التشادي عام 2013.[38]
- أكبر نتيجة فوز خارج أرضه: 7-0 على نادي ديكاداها الصومالي عام 2019.[39]
- أكبر نتيجة خسارة خارج أرضه: 1-5 من نادي أشانتي كوتوكو عام 1987.[40]رزاق أوموتويوسي صاحب أسرع هدف في البطولات الأفريقية.

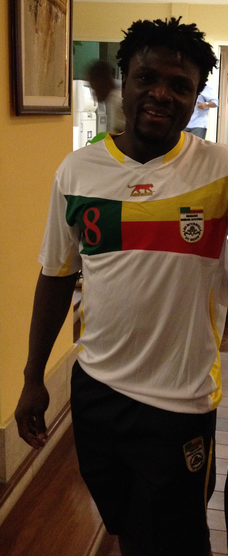
رزاق أوموتويوسي صاحب أسرع هدف في البطولات الأفريقية.

- أسرع هدف كان للاعب البنيني رزاق أوموتويوسي وأحرزه عام 2012 في مرمى نادي أفريكا سبورتس بعد مرور 43 ثانية.[41]
- تأهل الزمالك لنهائي دوري أبطال أفريقيا 7 مرات .[42]
- تأهل الزمالك لنصف النهائي في دوري أبطال أفريقيا  10 مرات.[42]

### إحصائياتكأس الكونفيدرالية الأفريقية
- عدد المشاركات: 4 مرات.[43]
- أفضل مركز: البطل (مرتان «رقم قياسي مصري»).[43]
- أكبر نتيجة على أرضه: 7-0 على نادي القطن التشادي عام 2018.[44]
- أكبر نتيجة فوز خارج أرضه:3-0 علي نادي رايون سبورتس عام 2015.[43]
- أكبر نتيجة خسارة علي أرضه: (لم يخسر على أرضه).[43]
- أكبر نتيجة خسارة خارج أرضه: 5-1 علي نادي النجم الرياضي الساحلي في بطولة (2014-15).[43]

### إحصائياتكأس الاتحاد الأفريقي
- عدد المشاركات: مرتان.[45]
- أفضل مركز: الدور نصف النهائي 1999.[14]
- أكبر نتيجة فوز على أرضه: 4-0 على نادي غور مايا الكيني عام 1998 وبنفس النتيجة على كوارا يونايتد النيجيري عام 1999.[14]
- أكبر نتيجة فوز خارج أرضه: (لم يفز خارج أرضه).[14]
- أكبر نتيجة خسارة على أرضه: (لم يخسر على أرضه).[14]
- أكبر نتيجة خسارة خارج أرضه: 0-2 ضد فريق النجم الرياضي الساحلي التونسي عام 1999.[14]

### إحصائياتكأس الكؤوس الأفريقية
- عدد المشاركات: 4 مرات.[46]
- أفضل مركز: البطل (مرة واحدة).[46]
- أكبر نتيجة فوز على أرضه: 6-1 على فريق جيش ميتشال الأثيوبي في 1976.[46]
- أكبر نتيجة خارج أرضه: 2-1 على فريق الهلال السوداني في 1978.[46]
- أكبر نتيجة خسارة على أرضه: (لم يخسر على أرضه).[46]
- أكبر نتيجة خسارة خارج أرضه: 1-3 من النادي الإفريقي التونسي في 2001.[46]

### إحصائياتكأس السوبر الأفريقي
- عدد المشاركات: 6 مرات.
- أفضل مركز: البطل (5 مرات).
- أكبر نتيجة فوز: 3-1 على فريق الوداد البيضاوى المغربي عام 2003.
- أكبر نتيجة خسارة: 0-2 ضد فريق أكرا هارتس أوف أوك الغاني عام 2000.

### الكأس الأفروآسيوية للإندية
- عدد المشاركات: 3 مرات.
- أفضل مركز: البطل (مرتان «رقم قياسي»).
- أكبر نتيجة فوز: 2-0 على فريق جيف يونايتد تشيبا الياباني عام 1987.
- أكبر نتيجة خسارة: 1-2 ضد فريق بوهانغ ستيلرز الكوري عام 1997.

## الهدافون

### هدافو الدوري المصري
| الموسم  | الهداف            | عدد الأهداف | مراجع         |
| ------- | ----------------- | ----------- | ------------- |
| 1960–61 | علي محسن          | 15          | [ 47 ] [ 48 ] |
| 1976–77 | علي خليل          | 17          | [ 49 ] [ 50 ] |
| 1976–77 | حسن شحاتة         | 17          | [ 49 ] [ 50 ] |
| 1978–79 | علي خليل          | 12          | [ 51 ] [ 52 ] |
| 1979–80 | حسن شحاتة         | 14          | [ 49 ] [ 53 ] |
| 1987–88 | جمال عبد الحميد   | 10          | [ 54 ]        |
| 1997–98 | عبد الحميد بسيوني | 15          | [ 55 ]        |
| 2000–01 | طارق السعيد       | 13          | [ 56 ]        |
| 2001–02 | حسام حسن          | 18          | [ 57 ] [ 58 ] |
| 2003–04 | عبد الحليم علي    | 20          | [ 59 ] [ 60 ] |
| 2010–11 | شيكابالا          | 13          | [ 61 ] [ 62 ] |

ملاحظة:

### هاتريك
|             | #  | اللاعب            | توقيت الأهداف      | النتيجة | ضد           | البطولة | التاريخ         |
| ----------- | -- | ----------------- | ------------------ | ------- | ------------ | ------- | --------------- |
| سوبر هاتريك | 1  | علي خليل          | 42'، 60'، 62'، 81' | 5–0     | الأوليمبي    | 1974–75 | 3 فبراير 1975   |
| سوبر هاتريك | 2  | علي خليل (2)      | 1'، 60'، 70'، 80'  | 6–0     | المنيا       | 1974–75 | 5 أبريل 1975    |
| سوبر هاتريك | 3  | حسن شحاتة         | 28'، 50'، 60'، 63' | 5–0     | الكروم       | 1979–80 | 15 يناير 1980   |
| هاتريك      | 1  | عبده نصحي         | 31'، 65'، 85'      | 4–1     | طنطا         | 1963–64 | 10 يناير 1964   |
| هاتريك      | 2  | أحمد رفعت         | 35'، 80'، 86'      | 6–0     | الترام       | 1962–63 | 1 فبراير 1963   |
| هاتريك      | 3  | علاء الحامولي     | 5'، 35'، 75'       | 6–0     | السكة الحديد | 1952–53 | 30 نوفمبر 1952  |
| هاتريك      | 4  | علاء الحامولي (2) | 10'، 74'، 80'      | 3–1     | الأوليمبي    | 1952–53 | 1 مارس 1953     |
| هاتريك      | 5  | علاء الحامولي (3) | 6'، 44'، 81'       | 3–2     | الترام       | 1954–55 | 17 ديسمبر 1954  |
| هاتريك      | 6  | علاء الحامولي (4) | 17'، 75'، 88'      | 4–0     | السكة الحديد | 1956–57 | 20 يناير 1957   |
| هاتريك      | 7  | علاء الحامولي (5) |                    | 4–1     | الترام       | 1956–57 | 16 أبريل 1975   |
| هاتريك      | 8  | علي خليل          | 5'، 18'، 55'       | 4–0     | الترسانة     | 1972–73 | 6 أكتوبر 1972   |
| هاتريك      | 9  | علي خليل (2)      | 19'، 58'، 75'      | 5–1     | المصري       | 1973–74 | 20 سيبتمبر 1973 |
| هاتريك      | 10 | علي خليل (3)      | 49'، 68'، 83'      | 6–2     | دمياط        | 1973–74 | 27 سيبتمبر 1973 |
| هاتريك      | 11 | علي محسن المريسي  | 3'، 34'، 78'       | 5–1     | الأوليمبي    | 1960–61 | 5 مارس 1961     |
| هاتريك      | 12 | حمادة إمام        | 44'، 68'، 83'      | 6–1     | المصري       | 1962–63 | 24 مارس 1963    |
| هاتريك      | 13 | حمادة إمام (2)    | 11'، 28'، 57'      | 6–0     | الطيران      | 1965–66 | 17 أكتوبر 1965  |
| هاتريك      | 14 | حمادة إمام (3)    | 15'، 55'، 85'      | 4–0     | الطيران      | 1971–72 | 12 مارس 1971    |
| هاتريك      | 15 | خليل سعيد قدري    | 35'، 50'، 55'      | 5–2     | غزل المحلة   | 1956–57 | 7 سيبتمبر 1965  |

### نادي المائة
| اللاعب (الهداف) | النادي                                 | عدد الأهداف |
| --------------- | -------------------------------------- | ----------- |
| حسام حسن        | الأهلي، الزمالك، المصري، نادي الترسانة | 168         |
| أحمد الكاس      | الأوليمبي، الزمالك، الاتحاد السكندري   | 107         |
| جمال عبد الحميد | الأهلي، الزمالك                        | 101         |

## مشاركات

### ملخص مشاركات الفريق
أخر تحديث 2019
| البطولة                          | المواسم | المباريات | المباريات | المباريات | المباريات | الأهداف | الأهداف | المرجع |
| البطولة                          | المواسم | لعب       | فاز       | تعادل     | خسارة     | له      | عليه    | المرجع |
| -------------------------------- | ------- | --------- | --------- | --------- | --------- | ------- | ------- | ------ |
| الدوري المصري                    | 65      | 1514      | 894       | 393       | 227       | 2528    | 1132    | [ 13 ] |
| كأس مصر                          | 85      | 296       | 207       | 35        | 54        | 640     | 245     | [ 63 ] |
| كأس السوبر المصري                | 8       | 8         | 3         | 0         | 5         | 6       | 10      | [ 64 ] |
| دوري أبطال أفريقيا               | 24      | 179       | 88        | 39        | 52        | 273     | 170     | [ 65 ] |
| كأس الكونفيدرالية الأفريقية      | 3       | 32        | 18        | 7         | 7         | 53      | 27      | [ 66 ] |
| كأس أفريقيا للأندية أبطال الكؤوس | 4       | 26        | 13        | 4         | 8         | 42      | 25      | [ 67 ] |
| كأس الاتحاد الأفريقي للأندية     | 2       | 10        | 4         | 2         | 4         | 15      | 7       | [ 68 ] |
| الكأس الأفروآسيوية للأندية       | 5       | 5         | 3         | 0         | 2         | 6       | 4       | [ 69 ] |
| كأس السلطان حسين                 |         | 42        | 22        | 8         | 12        | 81      | 4       | [ 70 ] |

### المواسم الأخيره
| الموسم  | محليًا    | محليًا  | محليًا  | محليًا  | محليًا  | محليًا  | محليًا  | محليًا  | محليًا           | محليًا  | محليًا          | محليًا          | محليًا             | محليًا         | محليًا  | قاريًا/عالميًا                | قاريًا/عالميًا  | قاريًا/عالميًا |
| الموسم  | الدوري   | الدوري | الدوري | الدوري | الدوري | الدوري | الدوري | الدوري | الدوري          | الدوري | الكأس          | الكأس          | أخرى              | أخرى          | أخرى   | قاريًا/عالميًا                | قاريًا/عالميًا  | قاريًا/عالميًا |
| الموسم  | الدرجة   | ل      | ف      | ت      | خ      | له     | عليه   | نقاط   | الترتيب         | مراجع  | الدور          | مراجع          | البطولة           | الدور/الترتيب | مرجع   | البطولة                     | الدور/الترتيب | مرجع         |
| ------- | -------- | ------ | ------ | ------ | ------ | ------ | ------ | ------ | --------------- | ------ | -------------- | -------------- | ----------------- | ------------- | ------ | --------------------------- | ------------- | ------------ |
| 2010–11 | الممتازة | 30     | 15     | 11     | 4      | 49     | 32     | 56     | الثاني          | [ 71 ] | النهائي        | [ 72 ]         | —                 | —             | —      | دوري أبطال أفريقيا          | الدور الثاني  | [ 73 ]       |
| 2011–12 | الممتازة | 14     | 10     | 2      | 2      | 27     | 11     | 32     | لم يكتمل الموسم | [ 74 ] | لم تقم البطولة | لم تقم البطولة | —                 | —             | —      | دوري أبطال أفريقيا          | ربع النهائي   | [ 75 ]       |
| 2012–13 | الممتازة | 15     | 13     | 0      | 2      | 26     | 11     | 39     | لم يكتمل الموسم | [ 76 ] | البطل          | [ 77 ]         | —                 | —             | —      | دوري أبطال أفريقيا          | ربع النهائي   | [ 78 ]       |
| 2013–14 | الممتازة | 23     | 11     | 5      | 7      | 38     | 24     | 38     | الثالث          | [ 79 ] | البطل          | [ 80 ]         | كأس السوبر المصري | الوصيف        | [ 81 ] | دوري أبطال أفريقيا          | دور المجموعات | [ 82 ]       |
| 2014–15 | الممتازة | 38     | 26     | 9      | 3      | 69     | 21     | 87     | البطل           | [ 83 ] | البطل          | [ 84 ]         | كأس السوبر المصري | الوصيف        | [ 85 ] | كأس الكونفيدرالية الأفريقية | نصف النهائي   | [ 86 ]       |
| 2015–16 | الممتازة | 34     | 20     | 9      | 5      | 49     | 25     | 69     | الثاني          | [ 87 ] | البطل          | [ 88 ]         | كأس السوبر المصري | البطل         | [ 89 ] | دوري أبطال أفريقيا          | النهائي       | [ 90 ]       |
| 2016–17 | الممتازة | 34     | 20     | 6      | 8      | 42     | 24     | 63     | الثالث          | [ 91 ] | نصف النهائي    | [ 92 ]         | —                 | —             | —      | دوري أبطال أفريقيا          | دور المجموعات | [ 93 ]       |
| 2017–18 | الممتازة | 34     | 18     | 7      | 9      | 45     | 30     | 61     | الرابع          | [ 94 ] | البطل          | [ 95 ]         | كأس السوبر المصري | الوصيف        |        | كأس الكونفيدرالية الأفريقية | الدور الأول   | [ 19 ]       |
| 2018–19 | الممتازة | 34     | 21     | 9      | 4      | 65     | 31     | 72     | الثاني          |        | البطل          |                | كأس السوبر المصري | البطل         |        | كأس الكونفيدرالية الأفريقية | البطل         | —            |

## أكبر الصفقات

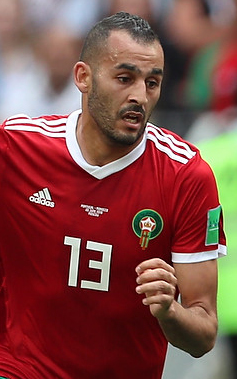
خالد بوطيب لاعب الزمالك السابق.

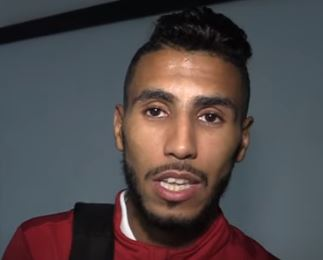
محمد أوناجم لاعب الزمالك السابق.

### الشراء
| اللاعب       | قيمة الشراء     | من              | موسم    |
| ------------ | --------------- | --------------- | ------- |
| محمد عواد    | 1.90 مليون يورو | الإسماعيلي      | 2019–20 |
| خالد بوطيب   | 1.50 مليون يورو | يني ملطية سبور  | 2018–19 |
| عمرو زكي     | 1.40 مليون يورو | لوكوموتيف موسكو | 2007–08 |
| محمد أوناجم  | 1.35 مليون يورو | الوداد          | 2019–20 |
| حميد أحداد   | 1.20 مليون يورو | الدفاع الجديدي  | 2018–19 |
| جونيور أغوغو | 1.20 مليون يورو | نوتينغهام فورست | 2008–09 |
| هاني سعيد    | مليون يورو      | الإسماعيلي      | 08-2009 |
| شيكابالا     | 990 ألف يورو    | باوك            | 2006–07 |
| محمود كهربا  | 750 ألف يورو    | نادي إنبي       | 2015–16 |
| محمد عنتر    | 750 ألف يورو    | الأسيوطي سبورت  | 2014–15 |

### البيع أو الإعارة

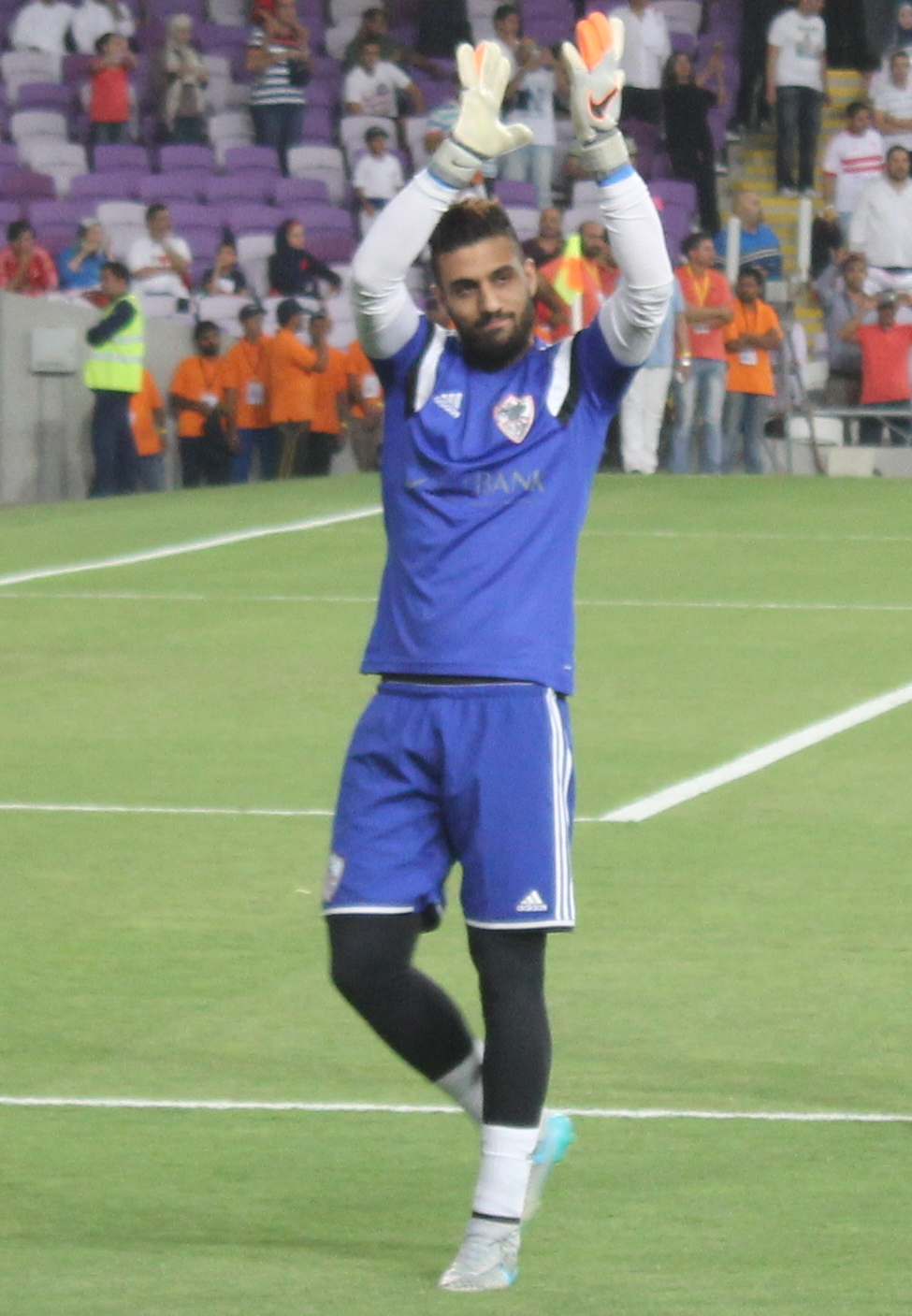
أحمد الشناوي لاعب الزمالك السابق.

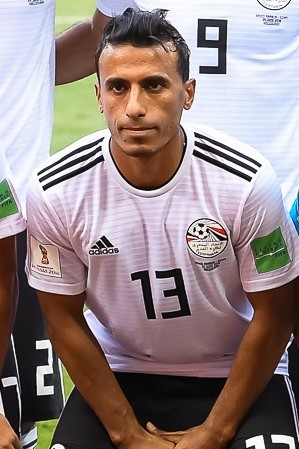
محمد عبد الشافي لاعب الزمالك السابق.

| اللاعب           | قيمة البيع      | إلي             | موسم    |
| ---------------- | --------------- | --------------- | ------- |
| محمود كهربا      | 3.5 مليون يورو  | الاتحاد السعودي | 2016–17 |
| أحمد الشناوي     | 2.65 مليون يورو | بيراميدز        | 2018–19 |
| محمد عبد الشافي  | 2.50 مليون يورو | الأهلي السعودي  | 2015–16 |
| علي جبر          | 2.15 مليون يورو | بيراميدز        | 2018–19 |
| عمرو زكي         | 2 مليون يورو    | ويغان أتلتيك    | 2008–09 |
| عمر جابر         | 1.65 مليون يورو | نادي بازل       | 2016–17 |
| مصطفى فتحي       | 1.25 مليون يورو | التعاون السعودي | 2017–18 |
| شيكابالا         | مليون يورو      | الوصل           | 2012–13 |
| محمد عبد الشافي  | 850 ألف يورو    | الأهلي السعودي  | 2012–13 |
| إيمانويل أمونيكي | 850 ألف يورو    | دويسبورغ        | 1994–95 |

## جوائز

### أفضل نادي في العالم
- حصل نادي الزمالك علي أفضل نادي في العالم من الاتحاد الدولي لتاريخ وإحصاءات كرة القدم في شهر فبراير 2003.[98]

### أفضل نادي في أفريقيا
- حصل نادي الزمالك علي أفضل نادي في أفريقيا 2002.[99]

### أفضل لاعب في أفريقيا

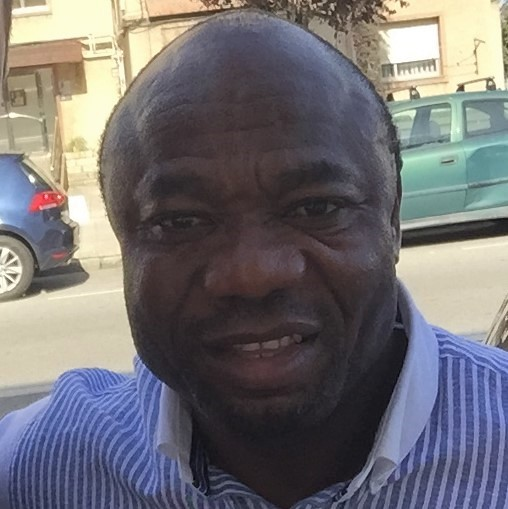
إيمانويل أمونيكي لاعب نادي الزمالك السابق، الفائز بجائزة أفضل لاعب إفريقي عام 1994.

| المركز | الاعب            | الموسم |
| ------ | ---------------- | ------ |
| 1      | إيمانويل أمونيكي | 1994   |

### أفضل لاعب في أفريقيا منفرانس فوتبول
| المركز | الاعب            | الموسم |
| ------ | ---------------- | ------ |
| 3      | حسن شحاتة        | 1974   |
| 2      | إبراهيم يوسف     | 1984   |
| 3      | إبراهيم يوسف     | 1985   |
| 2      | إيمانويل أمونيكي | 1994   |

### أفضل لاعب في أفريقيا داخل القارة
| المركز | الاعب     | الموسم |
| ------ | --------- | ------ |
| 2      | طارق حامد | 2019   |

### أساطير أفريقيا

محمود الجوهري مدرب نادي الزمالك السابق.

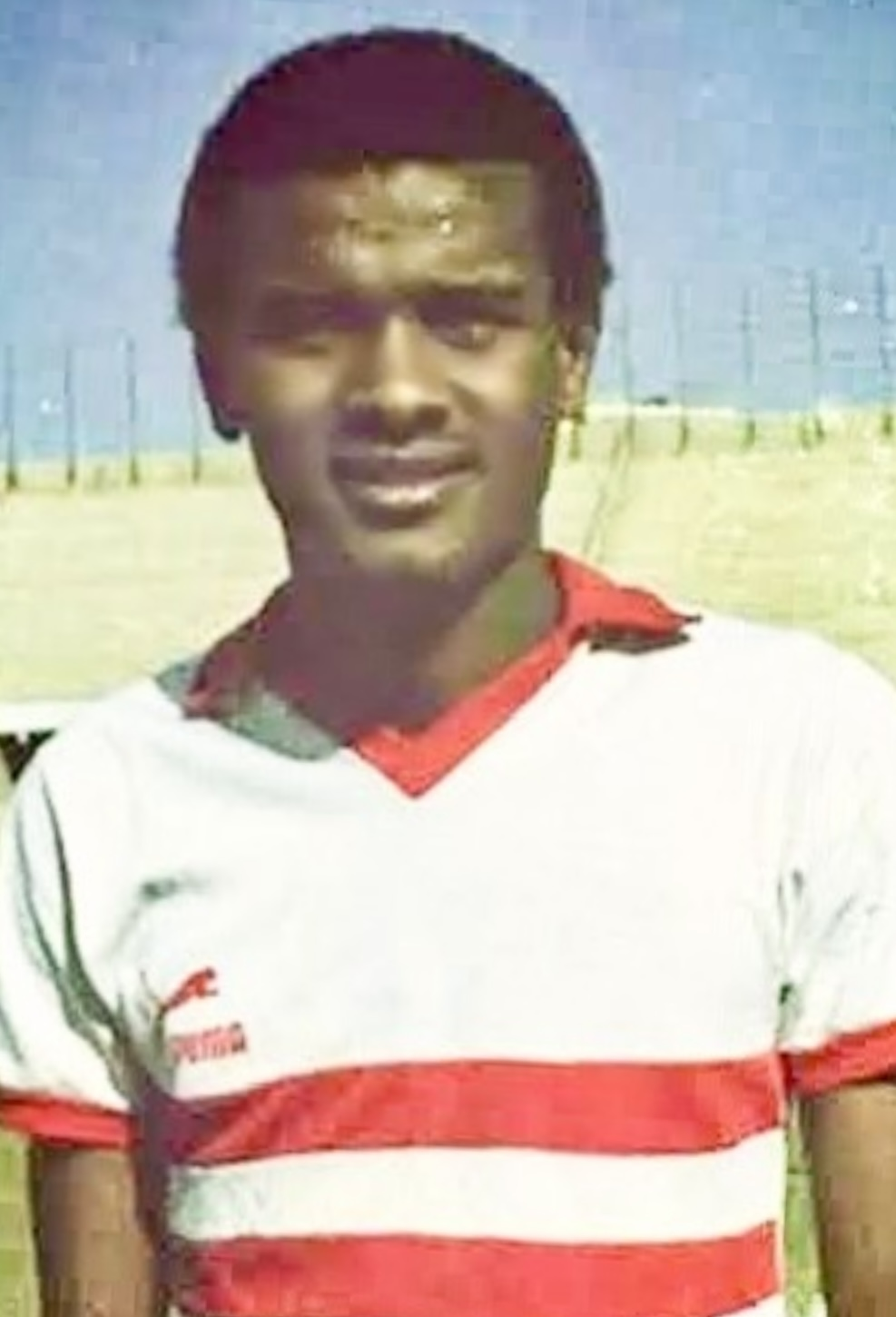
إبراهيم يوسف لاعب نادي الزمالك السابق.

- حصل مدرب الزمالك السابق محمود الجوهري علي جائزة أسطورة مدربي في أفريقيا 2012.[103]

### أفضل نجوم أفريقيا في القرن العشرين
| المركز | الاعب        | المصدر                                   | مراجع   |
| ------ | ------------ | ---------------------------------------- | ------- |
| 19     | إبراهيم يوسف | الاتحاد الدولي لتاريخ وإحصاءات كرة القدم | [ 104 ] |

### أفضل لاعب عربي
| المركز | الاعب        | الموسم |
| ------ | ------------ | ------ |
| 1      | إبراهيم يوسف | 1984   |

### جوائزالأهرام إبدو
تمنح الجائزة لأفضل لاعب مصري.
| المركز | الاعب        | الموسم |
| ------ | ------------ | ------ |
| 1      | أحمد الكاس   | 1994   |
| 1      | إسماعيل يوسف | 1996   |
| 1      | طارق السعيد  | 2000   |
| 1      | حسام حسن     | 2001   |

### جوائز الشباب والرياضة
تمنح الجائزة لأفضل لاعب مصرس في كل مركز.
- أحمد الشناوي أفضل حارس مصري في عام 2015.[105]
- علي جبر أفضل مدافع في عام 2015.[105]
- إبراهيم صلاح أفضل لاعب خط وسط في عام 2015.[105]

## الزمالك ومنتخب مصر

### هدافي الزمالك مع منتخب مصر

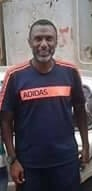
أحمد الكاس، لاعب نادي الزمالك السابق.

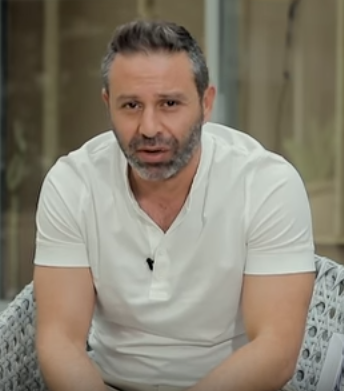
حازم إمام، لاعب نادي الزمالك السابق.

يشمل الجدول جميع مشاركات مع منتخب مصر أثناء تواجدهم مع نادي الزمالك والأندية الأخري التي لعبوا لها.
|    | الاعب           | هدف |
| -- | --------------- | --- |
| 1  | حسام حسن        | 69  |
| 2  | عمرو زكي        | 32  |
| 3  | أحمد الكاس      | 28  |
| 4  | جمال عبد الحميد | 27  |
| 5  | علي خليل        | 23  |
| 6  | أحمد حسام ميدو  | 19  |
| 7  | حسن شحاتة       | 16  |
| 8  | حازم إمام       | 15  |
| 9  | إبراهيم حسن     | 14  |
| 10 | أحمد رمزي       | 12  |

## تصنيف

### قضية نادي القرن العشرين
في فبراير 2014 أعلنت إدارة نادي الزمالك عن اطلاق لقب نادي القرن الإفريقي على النادي بصفته الفريق الأنجح قارياً خلال القرن العشرين برصيد 9 بطولات مقابل 7 بطولات لأقرب منافسيه. وذلك بالرغم من اعلان الاتحاد الإفريقي لكرة القدم عن فوز النادي الأهلي باللقب حسب نظام احتساب النقاط التراكميه لمختلف البطولات.
| المركز | النادي        | عدد الألقاب | الألقاب |
| ------ | ------------- | ----------- | --- |
| 1      | الزمالك       | 7 (+2)      | 4 دوري أبطال إفريقيا، 1 كأس إفريقيا للأندية أبطال الكؤوس، 2 كأس السوبر الإفريقي، (2 الكأس الأفروآسيوية للأندية).ت                       |
| 2      | الأهلي        | 6 (+1)      | 2 دوري أبطال إفريقيا، 4 كأس إفريقيا للأندية أبطال الكؤوس، (1 الكأس الأفروآسيوية للأندية).تت                                             |
| 3      | الترجي        | 4 (+1)      | 1 دوري أبطال إفريقيا، 1كأس إفريقيا للأندية أبطال الكؤوس، 1 كأس الاتحاد الإفريقي، 1 كأس السوبر الإفريقي، (1 الكأس الأفروآسيوية للأندية). |
| 3      | الرجاء        | 4 (+1)      | 3 دوري أبطال إفريقيا، 1 كأس السوبر الإفريقي، (1 الكأس الأفروآسيوية للأندية).                                                            |
| 3      | كانون ياوندي  | 4           | 3 دوري أبطال إفريقيا، 1 كأس إفريقيا للأندية أبطال الكؤوس.                                                                               |
| 3      | شبيبة القبائل | 4           | 2 دوري أبطال إفريقيا، 1 كأس إفريقيا للأندية أبطال الكؤوس، 1 كأس الاتحاد الإفريقي.                                                       |

### تصنيف الاتحاد الإفريقي
| المركز | النادي        | النقاط |
| ------ | ------------- | ------ |
| 1      | الأهلي        | 40     |
| 2      | الزمالك       | 37     |
| 3      | أشانتي كوتوكو | 34     |
| 4      | كانون ياوندي  | 34     |
| 5      | الترجي        | 27     |
| 6      | أسيك ميموسا   | 27     |
| 7      | هارتس أوف أوك | 26     |
| 8      | أفريكا سبورتس | 25     |
| 9      | شبيبة القبائل | 22     |
| 10     | تي بي مازيمبي | 20     |

### تصنيف الاتحاد الدولي للتاريخ والإحطاء
| المركز | النادي        | النقاط |
| ------ | ------------- | ------ |
| 1      | أشانتي كوتوكو | 149.0  |
| 2      | الأهلي        | 131.5  |
| 3      | الزمالك       | 126.75 |

مصادر: